# MeeGo
MeeGo era la unión de los sistemas operativos Maemo de Nokia y Moblin de Intel, con los cuales pretendían competir con el sistema Android de Google. El proyecto del nuevo sistema, a diferencia de Android, está auspiciado por la Linux Foundation.
Nokia presentó su nuevo móvil N9 el cual utiliza el sistema MeeGo y fue lanzado a finales de 2011.
MeeGo se presentó como un sistema preparado para funcionar en netbooks, dispositivos portátiles, sistemas en vehículos, televisiones y teléfonos multimedia. Básicamente se trata de una distribución Linux con soporte para ARM e Intel/Atom que usa Qt para su interfaz.

## Historia
En el marco del Mobile World Congress 2010 Intel y Nokia anunciaron que unirían sus plataformas basadas en Linux en una sola llamada MeeGo. Ambas compañías declararon a mediados del año 2009 su interés en trabajar juntos y MeeGo es un producto de esa relación.
La Fundación Linux canceló MeeGo en septiembre de 2011 a favor de Tizen
Una empresa emergente finlandesa, Jolla, tomó el sucesor Mer basado en la comunidad de MeeGo, y creó un nuevo sistema operativo: Sailfish OS, y lanzó un nuevo teléfono inteligente a fines del 2013.
El 27 de septiembre de 2011 el empleado de Intel Imad Sousou anunció que en colaboración con Samsung, MeeGo sería reemplazado por Tizen durante el año 2012.
Varios desarrolladores comunitarios del proyecto Mer planeaban continuar con MeeGo sin la colaboración de Intel y Nokia. Hasta el momento no está claro si se les permitirá seguir utilizando la marca de MeeGo.

## Características

### Generales[2]
- VoIP.
- Mensajería instantánea.
- Correo electrónico y calendario.
- Integración con redes sociales como Facebook y Twitter.
- Servicios de localización.
- Sincronización de datos en la nube o cloud computing.
- Aplicaciones de medios.
- Cámara.
- Soporte de gestos.

## Programas incluidos

### Netbook
- Banshee, reproductor multimedia.
- Google Chrome, navegador web.
- Gedit, editor de texto plano.
- Gnome-terminal, emulador de terminal.
- Empathy, Cliente mensajería instantánea.

### Teléfono inteligente
- Firefox Móvil
- Interfaz con modo retrato.
- Nokia N9

## Licencia
Meego es un proyecto complejo que involucra muchos proveedores y organizaciones como. Su política de licencia se documenta en la página de la "licencia política de Meego". Teniendo en cuenta la naturaleza de los mercados objetivo Meego - el sector móvil y el teléfono - donde, a diferencia del mercado del software de escritorio que tiende a adoptar uno o dos sistemas operativos de proveedores importantes, es alta la diversidad y por lo tanto, la diversidad es considerada de vital importancia tanto por los fabricantes de dispositivos como los proveedores de software. Por lo tanto la política de licencias de Meego intenta alentar la promoción del trabajo derivado y, al mismo tiempo, mantener el proyecto lo más abierto posible.
Desde el punto de vista de distribución, Meego es una colección de software de código abierto, que se distribuye conforme a sus respectivas licencias.
Desde el punto de vista del desarrollo, sobre todo frente a la forma de adopción de software de la comunidad de software libre en la cuenta de la licencia, el software Meego se puede clasificar en dos categorías: el sistema operativo (SO) y la experiencia del usuario (UX). El software del sistema operativo tiene, en una gran mayoría, licencia copyleft para garantizar la apertura del sistema subyacente, mientras que en el software UX es predominantemente el uso licencias BSD, por lo que no se oponen al desarrollo de propiedad y por lo tanto alenta a los fabricantes de dispositivos y proveedores de sistemas operativos para hacer trabajos derivados y diferenciar sus respectivos productos.
Las licencias de las tecnologías de desarrollo de MeeGo, como el inicio rápido, y las optimizaciones de alimentación y de velocidad son importantes productos y proyectos distintos. Estas tecnologías extienden el sistema y no son fáciles de aislar fácilmente. Por ejemplo, la tecnología de arranque rápido consiste principalmente en el rápido y pequeño gestor de arranque Syslinux. La política de licencias es que estos cambios deben seguir licencia de la obra base sobre la que se hacen, es decir, la política del proyecto correspondiente. Por ejemplo, el trabajo MeeGo en el núcleo Linux está disponible bajo la licencia del núcleo Linux.

## Plan de trabajo
El plan de trabajo inicial fue dado a conocer, con lo que incluye:
| Versión | Kernel versión | Fecha de lanzamiento     | Notas | Dispositivos Soportados (Netbooks) | Dispositivos Soportados (Teléfonos) |
| ------- | -------------- | ------------------------ | --- | --- | ----------------------------------- |
| 1.0     | 2.6.33         | 26 de mayo de 2010       | En primer lugar lanzamiento para Netbook; y solo una parte de código fue liberado para dispositivos móviles (el Nokia N900). | Asus EeePC 901, 1000H, 1001P, 1005HA, 1005PE, 1008HA, Eeetop ET1602, Dell mini10v, Inspiron Mini 1012, Acer Aspire One D250, AO532-21S, Revo GN40, Aspire 5740-6025, Lenovo S10, MSI U100, U130, AE1900, HP mini 210-1044, Toshiba NB302. | Nokia N900 (No Teléfono UX).        |
| 1.01    | 2.6.33.5       | Julio 2010               | Actualización a MeeGo 1.0; actualización del Kernel a 2.6.33.5, mejora en el tiempo de carga del dispositivos USB, mejora en el rendimiento 3D, mejoras de navegador, resolución de múltiples cuestiones del cliente de correo electrónico, mejora del administrador de ventanas para netbook, mejoras visuales, soporte completo para la configuración proxy de GNOME en el reproductor multimedia, más control sobre la configuración DNS. | Todos los netbooks soportados por MeeGo 1.0; ver más arriba. | No                                  |
| 1.02    | 2.6.33.5       | 9 de agosto de 2010      | Actualización a MeeGo 1.0; Actualización del servidor gráfico (X-Server), Actualización del administrador de conexiones, actualización de la interfaz administrador de paquetes, actualización de Perl y varios más. | Todos los netbooks soportados por MeeGo 1.0; ver más arriba. | No                                  |
| 1.03    | 2.6.33.5       | 10 de septiembre de 2010 | Actualización a MeeGo 1.0; varias actualizaciones, por ej. navegador Chromium, Connection Manager | Todos los netbooks soportados por MeeGo 1.0; ver más arriba. | No                                  |
| 1.04    | 2.6.33.5       | 12 de octubre de 2010    | Actualización a MeeGo 1.0; varias actualizaciones de seguridad, mejor soporte para Lenovo S10-3, ... | Todos los netbooks soportados por MeeGo 1.0; ver más arriba. | No                                  |
| 1.1     | 2.6.35         | 28 de octubre de 2010    | Propuesto soporte para dispositivos táctiles propuesto con el Teléfono UX | Desconocido | Aava y Nokia N900                   |
| 1.1.1   | 2.6.35         | 28 de noviembre de 2010  | Varias correcciones y actualizaciones | Desconocido | Aava y Nokia N900                   |
| 1.1.2   | 2.6.35         | 7 de enero de 2011       | Solucionados varios problemas de seguridad, actualización syncevolution y connman | Desconocido |                                     |
| 1.2     | 2.6.37         | Primera mitad 2011       | | Desconocido | Nokia N9                            |

Planificación del proyecto

## Núcleo del sistema operativo
El núcleo del sistema operativo Meego es una distribución de Linux, hecho sobre Maemo (sistema de Nokia basado en Debian) y Moblin (sistema de Intel basado en Fedora). Meego es una de las primeras distribuciones de Linux en usar el sistema de archivos Btrfs por omisión, y utiliza repositorios RPM.

## Compañías que apoyan a MeeGo
Acer, Gateway,  Alestra Solutions, Intel, AMD, Amino, Asianux, Asus, BMW Group , Collabora, Ltd., CS2C, DeviceVM, EA Mobile, Gameloft, Google, Hancom, Igalia, Linpus, Maemo Community Council, Mandriva, Metasys, Miracle, MontaVista Software, Novell, Pixart Argentina, Red Flag, ST-Ericsson, Tencent, TurboLinux, VietSoftware, Wind River, WTEC, y Xandros.

## Maemo 6
Ante las consultas sobre qué pasará con lo que iba a ser Harmattan (Maemo 6), Quim Gil de Nokia aclara que no se trata de que MeeGo sea un reemplazo de Harmattan, sino solo su continuación con la cooperación de Intel. Los planes que se tenían para Harmattan son los que se están llevando a cabo en MeeGo:
- "El programa de Harmattan sigue andando con los mismos planes de la semana pasada, independiente del nombre que lleve el producto final. Maemo 6 y Moblin 2.x se mezclan y tienen un sucesor llamado MeeGo. La gente de Maemo lo mirará y dirá “¡Se parece a su madre!”, mientras que la gente de Moblin dirá “¡Se parece a su padre!”. Por supuesto que se verán cambios respecto a Maemo 5, pero esos ya estaban programados para Harmattan".[19]

## AMD
Durante la conferencia de MeeGo, que se ha celebrado en Dublín, se ha podido conocer que AMD ha decidido unirse al desarrollo del proyecto del sistema operativo abanderado por Nokia e Intel.
Según Ben Bar-Haim, vicepresidente corporativo de desarrollo software de AMD, la compañía tiene la intención de "aportar toda su experiencia ingenieril" en el proyecto de código abierto, al que consideran "realmente emocionante" y en el que ponen mucha esperanza para que a largo plazo sea ampliamente aceptado en los terminales y sistemas embebidos del futuro.
No es la primera vez que AMD participa en otros proyectos de código abierto, de hecho es miembro "Gold" de la Linux Foundation.
Un aspecto a destacar de la colaboración, es el hecho de que por primera vez AMD va a compartir proyecto con Intel, su eterna competidora.